# Neda Geržinič
Neda Geržinič (tudi Gerzinič), partizansko ime Srna, udeleženka narodnoosvobodilne borbe in organizatorka osvobodilne fronte, * 11. september 1918, Ljubljana, † 4. maj 1945, Turjak.
Maturirala je leta 1937. Po maturi se je vpisala na Pravno fakulteto v Ljubljani. Kot študentka je bila aktivna v Akademskem društvu, ob prihodu italijanskih okupatorjev se je pridružila narodnoosvobodilni borbi in postala članica Komunistične partije Slovenije. Leta 1942 je postala obveščevalka in bila imenovana za sekretarko terenske organizacije OF v Ljubljani. Leta 1943 je bila dvakrat aretirana, vendar obakrat zaradi pomanjkanja dokazov izpuščena. Od začetka leta 1944 je bila članica, od decembra 1944 tudi vodja Varnostno-obveščevalne službe mesta Ljubljana. 
Januarja 1945 je bila po izdaji domnevno Nade Dolenc ponovno aretirana v ilegalnem bunkerju na Gerbičevi 11 v Ljubljani. V zaporu je bila zasliševana, mučena in tik pred osvoboditvijo usmrčena skupaj s še drugimi 28 ujetniki, med katerimi je bil tudi Vito Kraigher, ko je domobranska policija 4. maja 1945 v Smrečju pri Turjaku pomorila skoraj celotno vodstvo OF Ljubljana.
Geržiničeva je bila leta 1934 prvakinja Jugoslavije v namiznem tenisu med posameznicami, pri mešanih dvojicah pa 1931, 1933 in 1936. Po njej se je imenovala Osnovna šola Ledina v Ljubljani; v avli je njen kip.